# Исаковка (приток Енисея)
Исаковка (устар. Исаиха) — река в Красноярском крае, правый приток Енисея (на 1778-м км).
Длина реки — 92 км, площадь водосборного бассейна — 1310 км².
Река Исаковка течёт через леса вдали от населённых пунктов. По берегам произрастают пихта, кедр, ель, берёза. Исаковка впадает в Енисей напротив села Ярцево.
Притоки (от истока до устья): Луговая, Торжиха, Летняя.

## Данные водного реестра
По данным государственного водного реестра России относится к Енисейскому бассейновому округу. Код водного объекта — 17010400112116100029722.